# Korotojak (obwód woroneski)
Korotojak (ros. Коротояк) – wieś w Rosji, w obwodzie woroneskim, w rejonie ostrogożskim. W 2010 liczyła 1904 mieszkańców.